# Districte de Tarba
El districte de Tarba és un dels tres districtes del departament francès dels Alts Pirineus a la regió d'Occitània. Té 19 cantons i 225 municipis. El cap del districte és la prefectura de Tarba.

## Cantons
- cantó d'Aurelhan
- cantó de Bordèras
- cantó de Castèthnau de Manhoac
- cantó de Castèthnau de Ribèra Baisha
- cantó de Galan
- cantó de La Lobèra
- cantó de Mauborguet
- cantó d'Aussun
- cantó de Poiastruc
- cantó de Rabastens de Bigòrra
- cantó de Semiac
- cantó de Tarba-1
- cantó de Tarba-2
- cantó de Tarba-3
- cantó de Tarba-4
- cantó de Tarba-5
- cantó de Tornai
- cantó de Trie-sur-Baïse
- cantó de Vic de Bigòrra